# Tadeusz Molenda (powstaniec warszawski)

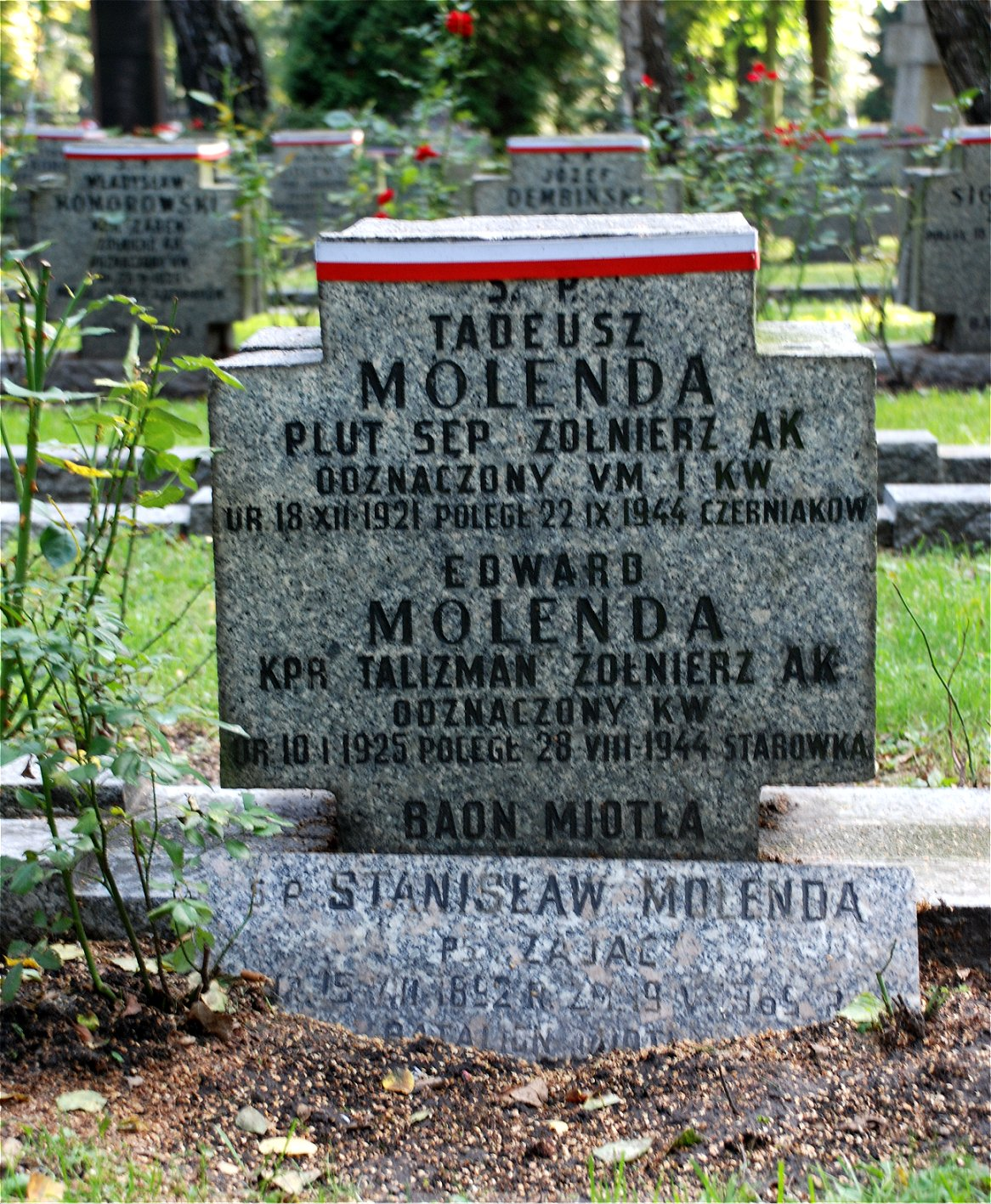
Grób na Powązkach Wojskowych

Tadeusz Molenda ps. Sęp (ur. 18 grudnia 1921, zm. 22 września 1944) w Warszawie) – plutonowy, żołnierz plutonu „Torpedy” i Batalionu „Miotła” Armii Krajowej, uczestnik powstania warszawskiego.
Poległ 22 września 1944 w walkach powstańczych na Czerniakowie, na terenie Szpitala św. Łazarza. Miał 22 lata. Pochowany wraz z Edwardem (ps. „Talizman”) i Stanisławem Molendą (ps. „Zając”) w kwaterach żołnierzy i sanitariuszek batalionu „Miotła” na Wojskowych Powązkach w Warszawie (kwatera A24-1-18).
Został odznaczony Krzyżem Walecznych i Orderem Virtuti Militari.